# Yalinga (subprefektur)
Yalinga är en subprefektur i Centralafrikanska republiken.   Den ligger i prefekturen Haute-Kotto, i den östra delen av landet, 600 km nordost om huvudstaden Bangui.
I omgivningarna runt Yalinga växer huvudsakligen savannskog. Trakten runt Yalinga är nära nog obefolkad, med mindre än två invånare per kvadratkilometer.